# ロッカバシェラーナ
ロッカバシェラーナ（伊: Roccabascerana）は、イタリア共和国カンパニア州アヴェッリーノ県にある、人口約2,400人の基礎自治体（コムーネ）。

## 地理

### 位置・広がり

#### 隣接コムーネ
隣接するコムーネは以下の通り。
- アポッローザ (BN)
- アルパイーゼ (BN)
- チェッパローニ (BN)
- モンテサルキオ (BN)
- パンナラーノ (BN)
- ピエトラストルニーナ
- サン・マルティーノ・ヴァッレ・カウディーナ

## 行政

### 分離集落
ロッカバシェラーナには、以下の分離集落（フラツィオーネ）がある。
- Tuoro, Cassano Caudino, Squillani, Zolli, Tufara Valle